# Gray Summit (Misuri)
Gray Summit es un lugar designado por el censo ubicado en el condado de Franklin en el estado estadounidense de Misuri. En el Censo de 2010 tenía una población de 2701 habitantes y una densidad poblacional de 143,43 personas por km².

## Geografía
Gray Summit se encuentra ubicado en las coordenadas 38°29′59″N 90°49′38″O / 38.49972, -90.82722. Según la Oficina del Censo de los Estados Unidos, Gray Summit tiene una superficie total de 18.83 km², de la cual 18.78 km² corresponden a tierra firme y (0.28%) 0.05 km² es agua.

## Demografía
Según el censo de 2010, había 2701 personas residiendo en Gray Summit. La densidad de población era de 143,43 hab./km². De los 2701 habitantes, Gray Summit estaba compuesto por el 95.04% blancos, el 1.11% eran afroamericanos, el 0.26% eran amerindios, el 0.81% eran asiáticos, el 0% eran isleños del Pacífico, el 1.26% eran de otras razas y el 1.52% pertenecían a dos o más razas. Del total de la población el 2.07% eran hispanos o latinos de cualquier raza.